# Polyrhachis emeryana
Polyrhachis emeryana é uma espécie de formiga do gênero Polyrhachis, pertencente à subfamília Formicinae.